# Liste der Naturschutzgebiete im Landkreis Göppingen
Im Landkreis Göppingen gibt es 20 Naturschutzgebiete. Für die Ausweisung von Naturschutzgebieten ist das Regierungspräsidium Stuttgart zuständig. Nach der Schutzgebietsstatistik der Landesanstalt für Umwelt, Messungen und Naturschutz Baden-Württemberg (LUBW) stehen 2.881,68 Hektar der Landkreisfläche unter Naturschutz, das sind 4,49 Prozent.

## Naturschutzgebiete im Landkreis Göppingen
| Name                                              | Bild | Kennung               | Einzelheiten | Position | Fläche Hektar | Datum         |
| ------------------------------------------------- | ---- | --------------------- | --- | -------- | ------------- | ------------- |
| Hausener Wand                                     |      | 1.031 WDPA: 81839     | Bad Überkingen Altes Bergsturzgebiet von geologischer Bedeutung durch den natürlichen Aufschluss der Weißjuraschichten. Reiche Steppenheide- und Felsbandflora mit einer seltenen Fauna. | ⊙        | 79,9          | 8. Nov. 1971  |
| Sterneck                                          | BW   | 1.070 WDPA: 82641     | Mühlhausen im Täle, Wiesensteig Landschaftlich sehr reizvolle Wacholderheide; Lebensraum seltener wärmeliebender Pflanzen und Tierarten. | ⊙        | 5,7           | 22. Feb. 1979 |
| Heide am Hillenwang                               | BW   | 1.074 WDPA: 81846     | Gruibingen Heide am Albrand mit seltener artenreicher Flora. | ⊙        | 19,2          | 16. Mai 1979  |
| Oberer Berg                                       | BW   | 1.092 WDPA: 82267     | Bad Ditzenbach, Deggingen Steppenheideverband im Bereich einer großflächigen, landschaftbestimmenden Felsbildung mit Hangschutthalden, einer Wacholderheide und Steppenheidewald mit artenreicher, charakteristischer Flora und Fauna. | ⊙        | 18,6          | 6. Aug. 1981  |
| Autal                                             |      | 1.100 WDPA: 81342     | Bad Überkingen Hervorragend ausgebildete Schluchtwaldgesellschaft an den Nordhängen des Autales, Karsthöhle, Karstquellen mit Tuffbildung und Wasserfälle; Schonwald (LWaldG § 32). | ⊙        | 44,4          | 19. März 1982 |
| Rohrachtal                                        |      | 1.105 WDPA: 82432     | Geislingen an der Steige Überregional bedeutsames Feuchtgebiet mit besonders hohem ornithologischem Wert. | ⊙        | 12,7          | 24. Sep. 1982 |
| Nordalbhänge: Ottenwang-Ungerhalde-Sommerberg     |      | 1.113 WDPA: 82254     | Deggingen Besonders vielgestaltige Lebensgemeinschaft mit Feuchtflächen mit Röhricht, Tuffbildungen, Kalkmagerrasen, Steppenheidewald, Schluchtwald und vielgestaltige Felsbildungen mit entsprechend verschiedenen Pflanzen- und Tiergesellschaften. | ⊙        | 90,7          | 29. März 1983 |
| Bärentobel                                        |      | 1.116 WDPA: 81361     | Uhingen Sehr wertvolle Schlucht mit Seitenklingen im Schurwald mit artenreicher naturnaher Pflanzenwelt, Felsbildungen. | ⊙        | 10,1          | 10. Okt. 1983 |
| Dalisberg                                         | BW   | 1.170 WDPA: 162695    | Bad Überkingen Vielfältige, reich strukturierte Landschaft mit Heiden, Gebüschzonen, Hecken, Sukzessionsflächen, Wiesen und Steppenheidewald. | ⊙        | 30,4          | 24. Okt. 1990 |
| Haarberg-Wasserberg                               |      | 1.175 WDPA: 163421    | Deggingen Vielfältige, kleinstrukturierte Landschaft mit Steppenheidewald, Wacholderheiden mit Kalkmagerrasen, Trockenrasen, Hangschutthalden, extensiv genutzte, artenreiche Wiesen, klebwaldartige Bestände mit Quellbereichen und Buchenhangwald. | ⊙        | 112,0         | 4. Dez. 1990  |
| Teufelsloch-Kaltenwang                            | BW   | 1.193 WDPA: 165865    | Bad Boll, Gruibingen Urtümliches Schluchtensystem im Unteren Braunen Jura mit geologischen Aufschlüssen, naturnahen Laubwäldern, Wiesenauen, Bächen, Felsen, Feuchtgebieten und Quellen mit typischer Pflanzen- und Tierwelt; Rückzugsgebiet vieler bedrohten Arten; z. T. Bannwald (LWaldG § 32). | ⊙        | 122,5         | 8. Apr. 1993  |
| Heldenberg                                        | BW   | 1.198 WDPA: 163618    | Donzdorf, Lauterstein Vielfältige, ökologisch wertvolle Landschaft mit Heiden, Hangquellmoor, Feucht- und Trockenwiesen, Streuobstwiesen, Hecken, Waldsäumen und naturnahen Waldtypen - vom Schluchtwald bis zum Wald auf trockenwarmen Standorten; vernetzte Lebensräume einer Vielzahl von bedrohten Tier- und Pflanzenarten. | ⊙        | 213,6         | 29. Dez. 1993 |
| Spielburg                                         |      | 1.204 WDPA: 165611    | Göppingen Geologisch interessantes Gebiet mit vielfältigen, ökologisch wertvollen und vernetzten Biotoptypen, wie - in der Umgebung von Göppingen einziger - größerer Kalkmagerrasen; Felsen, Schutthalden, Magerrasen, Feldgehölze, Hecken, Feuchtgebiete, Laubwald und Streuobstwiesen; aus der Biotopvielfalt resultiert eine hohe Vielfalt der Flora und Fauna. | ⊙        | 31,7          | 23. Sep. 1994 |
| Kaltes Feld mit Hornberg, Galgenberg und Eierberg |      | 1.205 WDPA: 164010    | Lauterstein, Schwäbisch Gmünd, Waldstetten (Ostalbkreis) Besonders vielfältige Landschaft mit großflächigen Wacholderheiden, kleinen Heideflächen, naturnahen Waldflächen und Wiesen; hochwertiger Biotopverbund für wärme- und trockenheitliebende Pflanzen- und Tierarten; Lebensraum für eine große Anzahl von bedrohten Arten. | ⊙        | 644,4         | 23. Dez. 1994 |
| Eybtal mit Teilen des Längen- und Rohrachtales    |      | 1.212 WDPA: 163016    | Böhmenkirch, Donzdorf, Geislingen an der Steige Äußerst vielfältige, ökologisch hochwertige Landschaft mit verschiedenen naturnahen Waldtypen, zahlreichen Schluchtwäldern und Klingen, Quellen, Bächen, Höhlen und Felsen, Waldsäumen, Hecken, Streuobstwiesen und Feuchtwiesen; naturnahes, reizvolles Landschaftsbild; vernetzte Lebensräume einer Vielzahl von Tier- und Pflanzenarten, insbesondere einer großen Anzahl bedrohter Arten.                                           | ⊙        | 1.321,1       | 21. Dez. 1995 |
| Galgenberg                                        |      | 1.241 WDPA: 318420    | Bad Ditzenbach, Deggingen Typischer Ausschnitts der Alblandschaft; Mosaik aus Wacholderheiden mit Säumen und Sukzessionsstadien, Felsstandorte mit Steppenheideelementen, naturnahe Waldgesellschaften, z. T. in kulturbedingter Ausprägung, Waldsäume, Feldgehölze und Hecken sowie extensiv genutzte Wirtschaftswiesen und Weiden; Lebensraum einer äußerst vielfältigen Flora und Fauna mit zahlreichen geschützten und gefährdeten Arten; Erholungsraum von hohem Erlebniswert.     | ⊙        | 88,0          | 14. Nov. 2000 |
| Vögelestal und Oberes Lontal                      | BW   | 1.248 WDPA: 319258    | Geislingen an der Steige Typisches Trockentalsystem mit vielfältigen Heckenstrukturen und Feldgehölzen, artenreichen Wacholderheiden, extensiven Wiesenflächen mit Magerrasenanteilen, Steinriegel und offenen Felsbildungen; vielfältige Lebensgemeinschaft der Mittleren Kuppenalb mit zahlreichen biotoptypischen, seltenen, gefährdeten und geschützten Tier- und Pflanzenarten; abwechslungsreiches und reizvolles Landschaftsbild in einem für die Erholung wichtigen Bereich     | ⊙        | 89,5          | 13. Sep. 2001 |
| Rufsteinhänge und Umgebung                        |      | 1.261 WDPA: 329602    | Gruibingen, Mühlhausen im Täle Abwechslungsreicher, reizvoller und für die Schwäbische Alb typischer Landschaftsausschnitt; im Schutzgebiet kommen nach FFH-Richtlinie folgende Lebensräume vor: 5130 Wacholderheiden, 6210 Kalk-Magerrasen, 6510/6520 Magere Flachland-Mähwiesen/Berg-Mähwiesen, 9150 Orchideen-Buchenwälder. Im Süden des Naturschutzgebietes kommt die als prioritär eingestufte Anhang II - Schmetterlingsart „Spanische Flagge“ (Callimorpha quadripunctaria) vor. | ⊙        | 247,1         | 15. Juli 2004 |
| Kornberg                                          |      | 1.262 WDPA: 329494    | Gruibingen Besonders abwechslungsreicher, reizvoller und für die Schwäbische Alb typischer Landschaftsausschnitt; dient besonders der Erhaltung der natürlichen Lebensräume sowie der wild lebenden Tiere und Pflanzen nach FFH-Richtlinie wie 5130 Wacholderheiden, 6510/6520 Magere Flachland-Mähwiesen/Berg-Mähwiesen, 9130 Waldmeister-Buchenwälder, 9150 Orchideen-Buchenwälder.                                                                                                   | ⊙        | 189,7         | 15. Juli 2004 |
| Kutschenberg-Heuschlaufenberg-Stürzelberg         |      | 1.281 WDPA: 555690859 | Böhmenkirch Extensiv beweidete Magerrasen, deren Ausbildung, Verzahnung und Übergänge besonders vielfältig sind. | ⊙        | 76,3          | 15. Dez. 2017 |
| Legende für Naturschutzgebiet                     |      |                       | |          |               |               |